# Un tren para Durango
Un tren para Durango es un Spaghetti-western o Western europeo, realizado por el italiano Mario Caiano en 1968.

## Argumento
Dos aventureros inmersos en la revolución mexicana (Anthony Steffen y Enrico Maria Salerno) consiguen tomar un tren con destino a la ciudad de Durango. Durante el trayecto, unos bandidos asaltan el tren y secuestran a Helen, una bella pasajera (Dominique Boschero) a la que los hombres habían conocido. Salen en busca de los bandidos, cayendo en poder de estos. Interviene entonces un elegante pistolero (Mark Damon), que les libra de los bandidos, y con el que los dos hombres acuerdan
asociarse.

## Reparto
- Anthony Steffen (Gringo)
- Mark Damon (Brown)
- Enrico Maria Salerno (Lucas)
- Dominique Boschero (Helen)
- Roberto Camardiel (Lobo)
- José Bodalo (Heraclio)
- Manuel Zarzo (Hombre de Lobo)
- Aldo Sambrell (Capitán del ejército mexicano)
- José Canalejas (Hombre de Lobo)
- Tito García (Revisor del tren)
- José Manuel Martín (Portavoz de los peones agrícolas)
- Lorenzo Robledo (Guarda de seguridad)

## Estreno
- Italia: 6 de enero de 1968
- Alemania Occidental: 6 de septiembre de 1968
- Francia: 26 de febrero de 1969
- España: 7 de diciembre de 1969
- Finlandia: 15 de octubre de 1971

## Títulos
- Alemania Occidental: Der letzte zug nach Durango
- España: Un tren para Durango
- Exhibición internacional en inglés: Train for Durango
- Finlandia: Viimeinen juna Durangoon
- Italia: Un treno per Durango
- Suecia: Ett tag till Durango (para la edición en DVD)

## Calificaciones
Algunas de las calificaciones por edades de la película fueron las siguientes:
- Alemania: 12
- Alemania Occidental: 12
- Finlandia: 16
- Noruega: 16